# جيرار جيمس
جيرار جيمس (بالفرنسية: Gérard James)‏ هو مخرج فني فرنسي، ولد في القرن العشرين في Brouay ‏ في فرنسا.

## وصلات خارجية
- جيرار جيمس على موقع IMDb (الإنجليزية)
- جيرار جيمس على موقع قاعدة بيانات الفيلم (الإنجليزية)